# Pterolophia benjamini
Pterolophia benjamini är en skalbaggsart som beskrevs av Stefan von Breuning 1938. Pterolophia benjamini ingår i släktet Pterolophia och familjen långhorningar.
Artens utbredningsområde är:
- Ghana.
- Kenya.
- Senegal.
- Sierra Leone.
- Togo.

Inga underarter finns listade i Catalogue of Life.